# Campeonato Carioca de Futebol de 2016 - Série C
O Campeonato Carioca da Série C de 2016 foi a 36ª edição da terceira divisão do campeonato estadual de futebol profissional do Rio de Janeiro. A competição foi organizada pela Federação de Futebol do Estado do Rio de Janeiro (FERJ). Foi disputado entre 03 de maio e 16 de agosto daquela temporada. O campeonato ocorreu entre os dias 25 de junho e 15 de outubro.

## Critérios de desempate
1. Números de vitórias
2. Saldo de gols
3. Gols pró
4. Confronto direto
5. Menor número de cartões vermelhos
6. Menor número de cartões amarelos
7. Sorteio

## Participantes
| Equipe               | Cidade          | Em 2015       | Estádio                       | Capacidade   | Títulos (Último) |
| -------------------- | --------------- | ------------- | ----------------------------- | ------------ | ---------------- |
| Arraial do Cabo[ACA] | Arraial do Cabo | 12º           | Lourival Gomes                | 1 800        | 1 (1993)         |
| Barcelona-RJ         | Rio de Janeiro  | 17º (Série B) | Moça Bonita                   | 9 024        | 0 (não possui)   |
| Bela Vista           | São Gonçalo     | Não disputou  | Nivaldo Pereira Marrentão     | 2 184 3 334  | 0 (não possui)   |
| Condor AC            | Queimados       | Não disputou  | Marrentão                     | 3 334        | 0 (não possui)   |
| Duquecaxiense        | Duque de Caxias | 5º            | Marrentão                     | 3 334        | 0 (não possui)   |
| Futuro Bem Próximo   | Rio de Janeiro  | 13º           | Moça Bonita Marrentão         | 9 024 3 334  | 0 (não possui)   |
| Juventus             | Rio de Janeiro  | 9º            | Marrentão Raulino de Oliveira | 3 334 18 230 | 0 (não possui)   |
| Mesquita             | Mesquita        | Não disputou  | Nivaldo Pereira               | 2 184        | 1 (1981)         |
| Nova Cidade          | Nilópolis       | 11º           | Marrentão                     | 3 334        | 0 (não possui)   |
| Rio de Janeiro       | Magé            | Não disputou  | Marrentão                     | 3 334        | 0 (não possui)   |
| Rio São Paulo        | Rio de Janeiro  | Não disputou  | Rua Bariri                    | 8 300        | 0 (não possui)   |
| São Gonçalo EC       | São Gonçalo     | 8º            | Alziro de Almeida             | 900          | 1 (2013)         |
| Serra Macaense       | Macaé           | Não disputou  | Moacyrzão                     | 15 000       | 1 (1998)         |
| Serrano              | Petrópolis      | Não disputou  | Marrentão Atílio Marotti      | 3 334 8 500  | 1 (1992)         |

Notas
- ACA: ^  O Arraial do Cabo disputou a competição com uma parceria com a equipe do Araruama.

## Regulamento
A Fase Principal foi disputada em 2 turnos. O primeiro turno teve o cruzamento das associações de um grupo com os do outro, em turno único, em confronto direto; o segundo turno foi disputado pelo confronto direto das associações dentro do próprio grupo, em turno único. Ao final do segundo turno a primeira colocada de cada um dos grupos classificou-se automaticamente para a Série B do campeonato no ano seguinte. A fase final foi disputada para decidir o título de campeão (Grupo C) e para classificar as duas outras associações que teriam o direito ao acesso para a série B do campeonato do ano subsequente (Grupos D e E).

## Condor
Inicialmente o campeonato teria 13 clubes, mas o Condor desistiu

## Fase Principal - 1º Turno
No 1º turno os times enfrentam equipes do grupo oposto.